# Banyu Asin (plaats)
Banyu Asin is een bestuurslaag in het regentschap Bangka van de provincie Bangka-Belitung, Indonesië. Banyu Asin telt 1394 inwoners (volkstelling 2010).